# ۱۰ مهر
۱۰ مهر صد و نود و ششمین روز سال در گاه‌شماری خورشیدی است. به پایان سال ۱۶۹ روز (۱۷۰ روز در سال کبیسه) باقی‌است.

## رویدادها
- ۱۳۶۰ - برگزاری انتخابات ریاست‌جمهوری ایران (مهر ۱۳۶۰)
- ۱۳۷۰ - بنیان‌گذاری سازمان مجاهدین انقلاب اسلامی ایران
- ۱۴۰۱ - آغاز لیگ دسته دوم فوتبال ایران ۰۲–۱۴۰۱
- ۱۴۰۱ - حمله به دانشگاه صنعتی شریف
- ۱۴۰۱ - آغاز اعتراضات ۱۴۰۱ دانش‌آموزان ایران

## مناسبت‌ها
- جشن مهرگان

## زادروزها
- ۱۳۲۵ - کرامت‌الله دانشیان، فعال سیاسی چپ
- ۱۳۵۵ - سیدمهدی موسوی، شاعر، نویسنده، معلم و منتقد
- ۱۳۷۴ - خدانور لجعی، از کشته‌شدگان اعتراضات سراسری ۱۴۰۱ ایران
- ۱۳۷۵ - سعید عزت‌اللهی، بازیکن فوتبال
- ۱۳۸۴ - نیکا شاکرمی، از کشته‌شدگان اعتراضات سراسری ۱۴۰۱ ایران

## درگذشتگان
- ۱۳۸۹ - رضا خندان، بازیگر
- ۱۳۹۹ - جلال ملکشاه، زندانی سیاسی
- ۱۴۰۱ - خدانور لجعی، از کشته‌شدگان اعتراضات سراسری ۱۴۰۱ ایران